# Double Helix Games
Double Helix Games var ett datorspelutvecklingsföretag med huvudkontor i Irvine, Kalifornien (USA), som grundades 2007 i samband med sammanslagningen av Foundation 9 Entertainment, The Collective och Shiny Entertainment. Deras första spel var Silent Hill: Homecoming till Playstation 3, Xbox 360 och Microsoft Windows. Double Helix förvärvades av Amazon och uppgick i Amazon Game Studios i februari 2014.